# Jacobus Flori
Pour les articles homonymes, voir Flori.
Jacobus Flori, aussi Jacobus Florii, né à Maastricht vers 1550 (?) et actif entre 1571 et 1588, est un compositeur de l'école des polyphonistes néerlandais.

## Vie et œuvre
Jacobus, fils présumé de Francesco Flori l’Ancien (ou Franciscus Florius), aurait été élevé par son père, qui travailla de 1557 à 1588 à Munich, où, en 1556, était également actif le compositeur Orlando di Lasso.  Flori se présente au début de la préface de son recueil Modulorum aliquot ...  : 
« Puisque le proverbe nous exhorte à juste titre "[q]ue chacun pratique l'art qu'il a appris", je n'ai manifestement pas agi de façon irresponsable chaque fois que j'ai investi mon attention, mon temps, mes efforts et mon zèle dans cet art où j'ai été nourri assidûment comme par le lait maternel, depuis le début de ma vie, même dès l'enfance (comme on dit) ; et cela sous ce maître indubitablement considéré parmi tous les musiciens plus âgés comme certainement le meilleur, Orlando di Lasso, directeur et maître de la musique vocale de l'illustre duc de Bavière. »
Il travailla de 1572 à 1574 comme bascontre au service de l'Illustre Confrérie de Notre-Dame à Bois-le-Duc, la ville où il fit connaissance avec Balthasar de Bont, à qui il dédia le recueil Modulorum aliquot ..., que ce chanoine avait sans doute soutenu financièrement en tant que mécène.  On retrouve Flori ensuite à Stuttgart et à Hechingen.  Il fut temporairement attaché à la chapelle de la cour d'Innsbruck.  En 1575, il revint passagèrement aux Pays-Bas.  Son recueil de 13 motets et de 8 magnificats, paru en 1599, fut dédié à l'évêque de Salzbourg, qui l'avait engagé comme maître de chapelle, mais qui rejeta l'hommage que le compositeur lui avait rendu, après quoi Flori revint aux Pays-Bas.  Une source munichoise mentionne un certain Jacob Flori, qui aurait reçu douze florins pour une messe, sans doute la Missa Deus in nomine tuo.  En outre, Jacobus composa les messes St, st, st non pii dormir et Deus in nomine tuo.

## LeModulorum aliquot
Le recueil à trois voix Modulorum aliquot tam sacrorum quam prophanorum cum tribus vocibus [...], liber unus, publié auprès de Petrus Phalesius à Louvain en 1573, contient, à part 9 motets latins (musique religieuse), surtout 24 chansons néerlandaises, dont 15 à thèmes « sages » et scripturaires (chansons spirituelles), 6 chansons d'amour et 3 chansons « folles » (narrant des histoires rocambolesques), par lesquelles il peut être considéré comme un des compositeurs les plus prolifiques de son temps de pièces musicales sur des paroles néerlandaises.  À l'époque, la musique sur des paroles néerlandaises n'était plus, comme jadis, un produit d'exportation.  Huit textes ont sans doute été empruntés aux chansons de Noé Faignient.  C'est de la musique de chambre par excellence, destinée à un public d'amateurs qui font de la musique au sein du foyer familial.  En dehors de cette source unique, aucune autre chanson néerlandaise de Flori n'est conservée.

## Ressources

### Note
1. ↑  « Cum recte moneat proverbium 'Quam quisquis didicit artem, in hac se exerceat', visus sum facere non inconsulto si in id studium meas curas, tempus, operam & industriam conferrem, in quo ab ineunte inde usque aetate & a teneris (ut aiunt) unguiculus quasi cum matris lacte enutritus essem, idque sub eo praeceptore, qui citra controversiam omnimu superiorum aetatum musicorum facile princeps haberi posset, Orlando di Lasso, musicae harmoniae apud illustrissimum Bavariae ducem praefecto & doctore. »..  Traduit d'après la traduction néerlandaise et la transcription de l'original latin par Jan Willem Bonda (voir sources).

### Sources
- (nl) Bonda, Jan Willem.  De meerstemmige Nederlandse liederen van de vijftiende en zestiende eeuw [Les chansons polyphoniques néerlandaises des XVe et XVIe siècles], Hilversum, Verloren, 1996  (ISBN 978-90-655-0545-3).
- (en) The New Grove Dictionary of Music and Musicians, Londres, 2001.